# Comitatele Estoniei
Estonia este divizată în 15 unități administrative de ordin întâi, în estonă maakond, asemănătoare județelor, sau  comitatelor (pentru a folosi un termen mai potrivit . 

## Scurtă prezentare
Guvernul (estonă maavalitsus) fiecărui comitat/județ este condus de către un guvernator (în estonă, maavanem), care reprezintă guvernul comitatului la nivel național și este numit pentru o perioadă de cinci ani. 
Fiecare regiune este mai departe divizat în municipalități care sunt fie urbane (linn) fie comune rurale (vald). 
Capitala Estoniei, orașul Tallinn, este uneori considerat ca un județ individual din cauza populației și mărimii sale, deși oficial este parte din Regiunea Harju. De multe ori, este neoficial considerat ca regiune independentă.

## Cele 15 comitate ale Estoniei
| Index | Regiune    | Populație | Suprafață (km²) | Densitate | Harta |
| ----- | ---------- | --------- | --------------- | --------- | ----- |
| 01.   | Harju      | 521.410   | 4.333           | 120,3     |       |
| 02.   | Hiiu       | 10.289    | 1.023           | 10,1      |       |
| 03.   | Ida-Viru   | 174.809   | 3.364           | 52,0      |       |
| 04.   | Järva      | 38.255    | 2.623           | 14,6      |       |
| 05.   | Jõgeva     | 37.647    | 2.604           | 14,5      |       |
| 06.   | Lääne      | 28.101    | 2.383           | 11,8      |       |
| 07.   | Lääne-Viru | 66.743    | 3.465           | 19,3      |       |
| 08.   | Pärnu      | 89.660    | 4.807           | 18,7      |       |
| 09.   | Põlva      | 31.954    | 2.165           | 14,8      |       |
| 10.   | Rapla      | 37.093    | 2.980           | 12,4      |       |
| 11.   | Saare      | 35.356    | 2.922           | 12,1      |       |
| 12.   | Tartu      | 148.872   | 2.993           | 49,7      |       |
| 13    | Valga      | 35.059    | 2.044           | 17,2      |       |
| 14    | Viljandi   | 56.854    | 3.423           | 16,6      |       |
| 15    | Võru       | 38.967    | 2.305           | 16,9      |       |
|       | Estonia    | 1.351.069 | 45.228          | 29,9      |       |